# Groat scozzese
Groat è una moneta d'argento inizialmente dal valore di quattro penny. In Inghilterra fu coniato forse sotto Edoardo I (1272-1307) ma sicuramente era coniato da Edoardo III (1327-1377) dopo il 1351.
In Scozia questa monete fu coniata dal 1357 fino al 1558.

## Storia
Il groat scozzese fu coniato per la prima volta durante il regno di Davide II (1329-1371), assieme al half-groat (mezzo groat).
Prima di Davide II la monetazione scozzese era basata sul penny e sulle sue frazioni, l'half-penny (1/2 penny) ed il farthing (1/4 di penny). Davide aveva solo cinque anni quando morì il padre, Robert I Bruce e lui salì al trono. Divenne maggiorenne nel 1341 e nel 1346 invase l'Inghilterra, dove fu sconfitto e, catturato, divenne prigioniero del cognato, re Edoardo III d'Inghilterra.
In Inghilterra conobbe le nuove monete che Edoardo aveva introdotto in Inghilterra: il noble, una moneta d'oro dal valore di 80 penny, e il groat, un pezzo d'argento da 4 penny. Dopo la sua liberazione nel 1358 ed il ritorno in Scozia, Davide portò con sé anche queste novità.
Quando riprese la coniazione fu battuto anche il groat.
Il groat del 1357 valeva 4 penny ed aveva un peso di 72 grani (ca. 4,65 g). Assieme al groat fu coniato l'halfgroat, cioè il mezzo groat, dal valore quindi di due penny.
Dieci anni dopo in Scozia ci fu una riduzione del peso delle monete, la "monetazione leggera" causata dalla crisi economica del paese. Il groat scese a circa 60 grani (ca. 3,87g).
Da questo momento ci fu una progressiva svalutazione della moneta scozzese rispetto a quella inglese che portò la prima, al momento dell'unificazione delle corone del 1603, a valere 1/12 della seconda.
Le maggiori dimensioni rispetto alle monete precedenti permisero una miglior qualità dei ritratti e l'apposizione di legende su due cerchi al rovescio.
Il groat di Davide II aveva al dritto il ritratto del re volto a sinistra e al rovescio sul cerchio esterno una legenda del tipo  +DNS PROTECTOR MS F LIBATOR MS e nel cerchio interno l'indicazione delle zecca con una legenda del tipo VILL A ED InBV RGh , "città di Edimburgo". Le prime coniazioni furono prodotte ad Edimburgo ed anche ad Aberdeen.
Sotto il suo successore Roberto II (1371-1390) il groat fu coniato con lo stesso peso, mentre sotto Roberto III (1390-1406) ci fu inizialmente un leggero aumento di peso ma in seguito una diminuzione a 46 grani (2,97g).
Sotto Giacomo I il valore del groat salì a 6 penny mentre il peso calò a 36 grani. La qualità delle monete peggiorò nettamente, nelle legende si trovano spesso errori di ortografia (TRACIA al posto di GRACIA e PTECOTOR al posto di PROTECTOR
La prima monetazione di Giacomo II (1437-60) aveva le stesse caratteristiche di quella precedente; nel 1451 ci fu una generale risistemazione delle monete: il groat crebbe di peso fino a quasi 60 grani ma il valore salì prima a 8 penny e poi raggiunse il valore di 12 penny (1 scellino).
Il peso e valore rimasero costanti sotto Giacomo III (1460-1488). Giacomo emise un primo groat con i tipi uguali a quelli del padre. Nel 1485 ci fu un'emissione con i tipi rinnovati: il re era rappresentato di tre quarti, coronato, con un ritratto realistico. Al rovescio la legenda era scritta in un unico cerchio; la croce era corta e inquartata con cardi e stelle a sei punte.
Secondo Stewart, il busto di Giacomo III sul groat del 1485 "oltre ad essere il primo ritratto realistico di un re nella monetazione scozzese, fu probabilmente il primo ritratto rinascimentale su una moneta fuori dall'Italia".
Durante il regno di Giacomo IV (1488-1513) il peso scese nuovamente prima a 47 grani, poi a 40 e infine a 35 grani.
Con Giacomo V (1513-1542) il peso salì nuovamente a 42 grani ma il valore raggiunse i 18 penny. I tipi cambiarono radicalmente: il ritratto era di tipo rinascimentale e al rovescio sopra la croce era raffigurato lo stemma di Scozia con il leone rampante.
Durante il regno di Maria Stuarda (1542-1567) il groat scozzese fu coniato per l'ultima volta. Fu battuto per un valore di 12 penny durante la seconda monetazione, quella emessa durante il matrimonio con Francesco di Francia (1558-1560). Fu battuto in biglione, nel 1558 e nel 1559. Aveva al dritto il monogramma "FM" coronato, con a destra un cardo coronato e a sinistra un delfino coronato. Il cardo è uno dei simboli della Scozia ed il delfino indicava Francesco che era ancora delfino di Francia al momento dell'emissione della moneta.
Al rovescio un panello racchiudeva la legenda IAM NON / SVNT DVO / SED VNA / CARO ; ai lati la croce di Lorena.
Dopo quest'emissione il groat in Scozia non fu più coniato.